# ای‌تی‌بی-مارکت
ای‌تی‌بی-مارکت (اوکراینی: АТБ-Маркет) شرکت خرده‌فروشی اوکراینی است، که در سال ۱۹۹۳ تأسیس شد.